# 创造性破坏
创造性破坏（德語：Schöpferische Zerstörung，又称创造性毁灭）是由奥地利经济学家约瑟夫·熊彼特提出的重要观点，是其创新理论与经济周期理论的基础。

## 历史
“创造性破坏”的理论起源可以追溯到德国社会学家维尔纳·桑巴特1913年所著的《战争与资本主义》（Krieg und Kapitalismus）。在早期著作中，马克思认为该理论揭示了资本主义社会不断产生和消灭财富，而且通过战争和经济危机不断毁灭人类财富。
在《资本主义、社会主义与民主》（1942）中，熊彼特发展了马克思的理论，并在书的第二部分论证了资本主义的“创造性破坏”最终会导致资本主义社会的解体。
后来，自由主义和自由市场派经济学家把“创造性破坏”视为资本主义的优点，用于描述公司和产业的兴衰使市场向更有效率的方向进行。在这种观点下，创造性破坏是资本主义成功的一个主要原因。企业家的创新是经济增长的驱动力，而创新能够从内部不停地革新经济结构，即不断地破坏旧有的秩序和结构， 同时再不断地创造新的结构。这一过程便被称为“创造性破坏”。通过创新，企业家不断创造性地打破旧的市场均衡，而经济增长就是以这种“创造性破坏”为特征的动态竞争的过程。